# Eric Futch
Eric Futch (né le 25 avril 1993) est un athlète américain, spécialiste du 400 mètres haies. 

## Biographie
Lors des championnats du monde juniors 2012, Eric Futch s'impose sur 400 mètres haies en 50 s 24. Il devance le Japonais Takahiro Matsumoto et le Saoudien Ibrahim Mohammed Saleh.
Il remporte les championnats américains le 25 juin 2017 à Sacramento, en 48 s 18 (record personnel).

## Palmarès

### International
| Date | Compétition                   | Lieu      | Résultat | Performance |
| ---- | ----------------------------- | --------- | -------- | ----------- |
| 2012 | Championnats du monde juniors | Barcelone | 1er      | 50 s 24     |

### National
- Championnats des États-Unis d'athlétisme
  - vainqueur du 400 m haies en 2017

## Records
| Épreuve          | Performance | Lieu       | Date      |
| ---------------- | ----------- | ---------- | --------- |
| 400 mètres haies | 48 s 18     | Sacramento | juin 2017 |